# مفطورة رئوية بيضية
مفطورة رئوية بيضية (بالإنجليزية: Mycoplasma ovipneumoniae)‏ هي نوع من البكتيريا، سلبية الغرام، تتبع المفطورة.